# Vera Klima

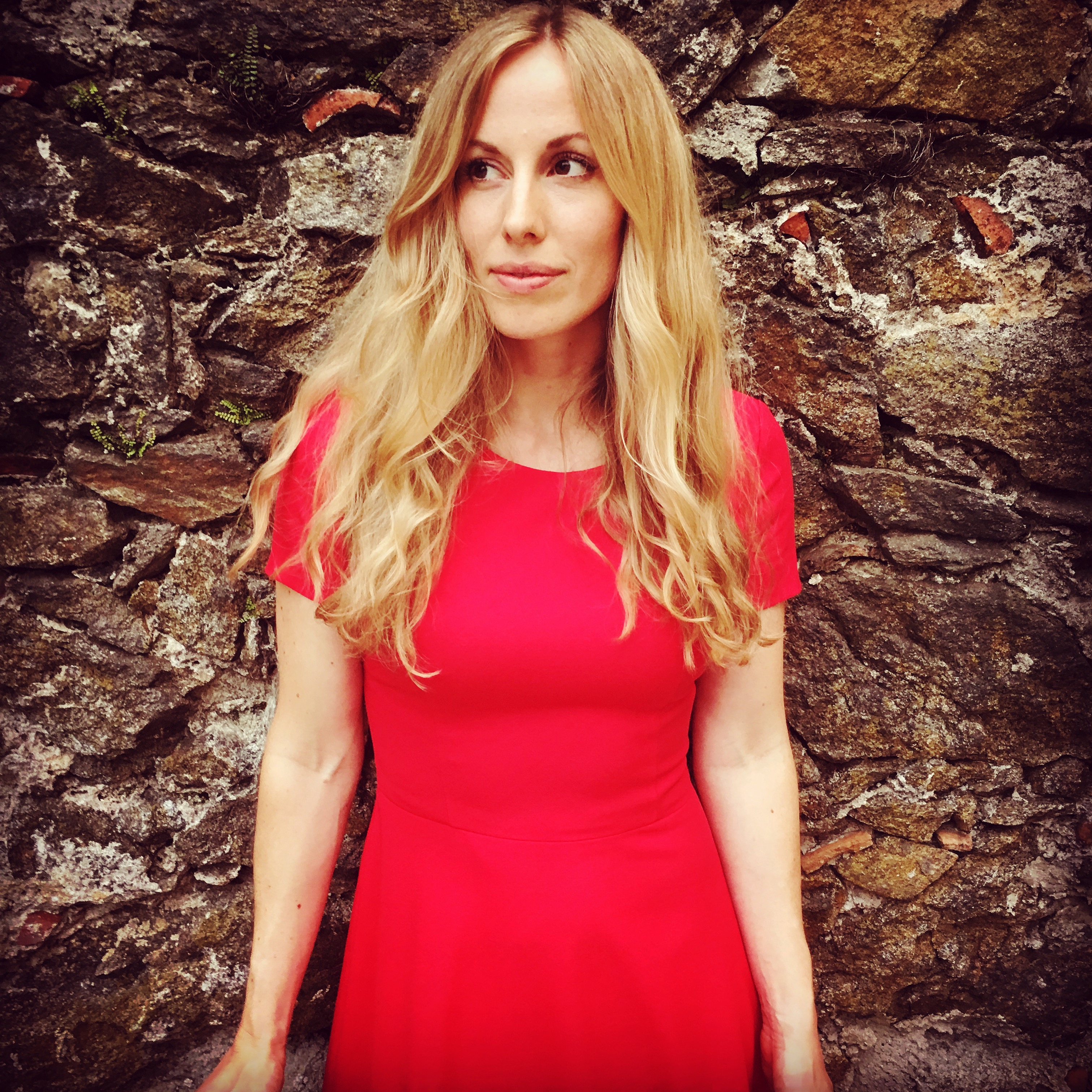
Vera Klima im August 2017

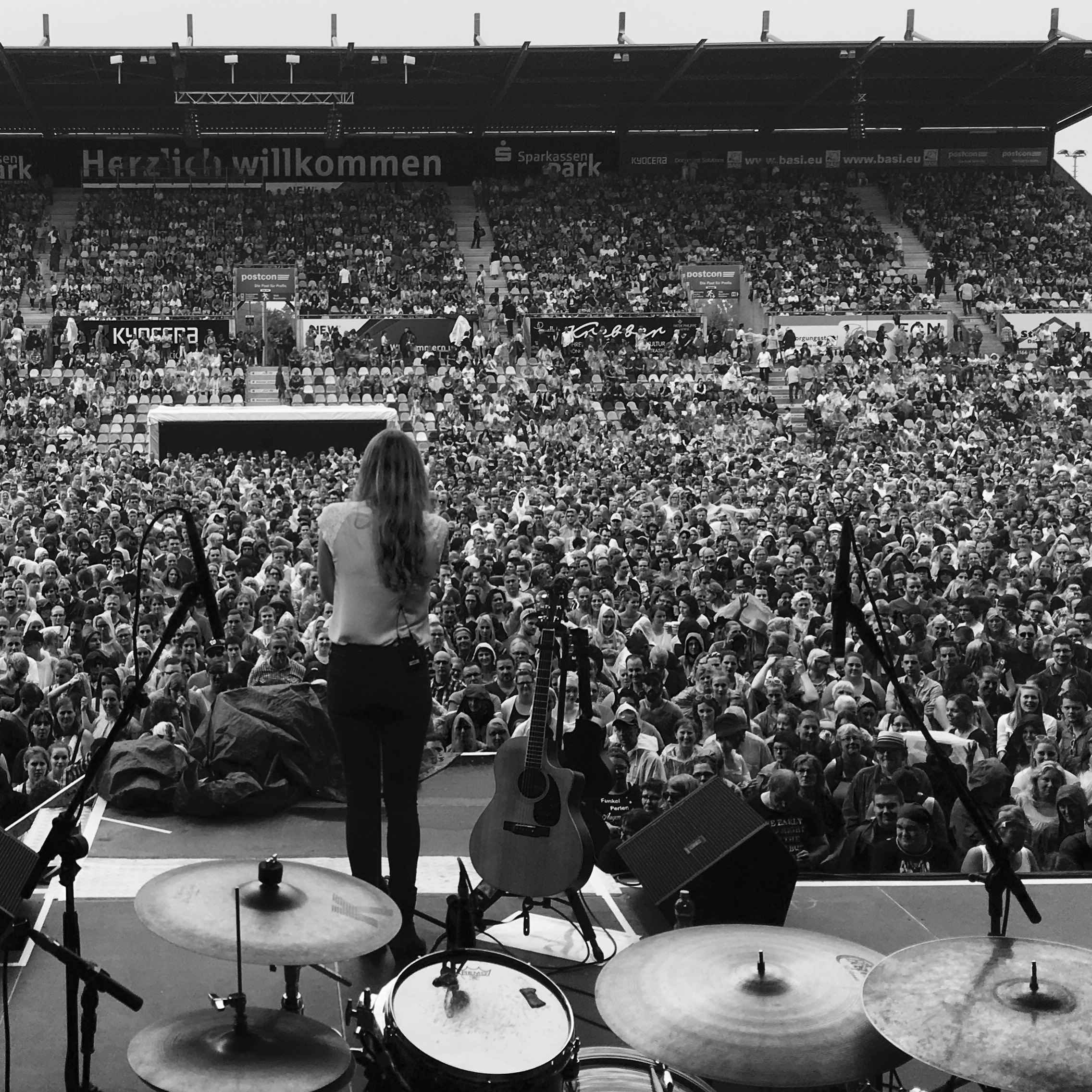
Vera Klima als Support von Pur, 2017

Vera Klima (* 27. September 1985 in Rosenheim) ist eine deutsche Sängerin und Songwriterin.

## Leben
Vera Klima ist die Tochter des Musikkabarettisten Winfried Klima und wuchs in einer musikalischen Familie im Chiemgau auf. Im Alter von fünf Jahren lernte sie Geige spielen und brachte sich später das Gitarre spielen selbst bei. Mit elf Jahren schrieb sie ihren ersten Song und gründete zusammen mit ihrer Schwester Sarah die Band Klima. Nach dem Abitur 2005 wurde Vera an der Popakademie Mannheim angenommen, nahm den Studienplatz jedoch nicht wahr, weil sie sich voll und ganz dem Projekt Klima widmen wollte.
Klima erhielt den Förderpreis für junge Songpoeten (BR), gewann den Songwriters Live Award und wurde beim Deutschen Rock und Pop Preis in drei Kategorien ausgezeichnet. 2008 entstand in Eigenregie das erste Album Alle deine Lieder. Vier Jahre später folgte Unterwegs, immer noch in Eigenregie, bevor Klima 2014 bei Universal unterschrieb und 2016 mit dem Album Irgendwann ist jetzt einem breiteren Publikum bekannt wurde. Als Support von Pur erspielte sich Klima vor allem durch den Song Schwesterherz eine wachsende Fangemeinde.
2012 trat Klima für San Marino beim Eurovision Song Contest in Baku als Backgroundsängerin von Valentina Monetta bei dem Song The Social Network Song oh oh uh oh oh auf. Der Titel konnte sich nicht für das Finale qualifizieren.
2016 erfolgte die musikalische Trennung der beiden Schwestern. Vera Klima führt das Projekt seitdem alleine weiter. Anfang 2017 folgte die erste eigene Deutschlandtournee. Des Weiteren folgten Konzerte als Support von Johannes Oerding, Andreas Bourani und Max Mutzke.
Vera Klima lebt in Wasserburg am Inn (Stand 2016).

## Diskografie

### Alben
Duo: Klima
- 2008: Alle deine Lieder
- 2012: Unterwegs
- 2016: Irgendwann ist jetzt (Universal)

Solo
- 2019: Play
- 2023: Angekommen (EP)

### Singles
Duo: Klima
- 2016: Schwesterherz[11] (Universal)
- 2016: Wenn wir fallen (Universal)
- 2016: Mein Herz schlägt für dich[12] (Universal)

Solo
- 2019: Play
- 2019: Follower
- 2019: Auf beiden Augen blind
- 2021: Wir (Radio Edit), feat. Max Mutzke
- 2021: Nicht mehr weit (Sommer21)
- 2022: Planet (Piano Version)
- 2023: Mein Morgen
- 2023: Vorbeigehen
- 2023: Du kennst das
- 2023: Angekommen